# Ferenc Deák (futbolista)
Ferenc Deák (Pronunciación en húngaro: /ˈfɛrɛnt͡s ˈdɛaːk/; Budapest, 16 de enero de 1922–ibidem, 18 de abril de 1998) fue un futbolista húngaro que jugó como delantero para equipos como Szentlőrinci AC, Ferencváros y Budapesti Dózsa. Con 794 goles marcados durante su carrera, Deák es el 8.º máximo goleador de todos los tiempos.

## Biografía
Comenzó a jugar en las calles de la capital húngara y su primer equipo fue el Szentlőrinci. Debutó en tercera división en 1940 y ayudó a dos ascensos de su equipo para instalarlo en la primera división húngara en 1944. En la campaña siguiente consiguió un hito que aún permanece vigente: anotó 66 goles en 34 partidos siendo el máximo goleador de la historia de cualquier liga en Europa y el tercero que consigue más tantos en una temporada sólo superado por el registro de 73 goles en 2012 de Lionel Messi y los 67 de Gerd Müller en 1973. Continuó en el Szentlőrinci hasta 1947, en el que fichó por el equipo más importante del país, el Ferencvaros. Allí siguió consiguiendo récords anotando 41, 59 y 21 goles en las tres campañas en las que permaneció en el club. Con 28 años fue traspasado al Ujpest Dozsa y su carrera fue en claro declive: sufrió varias lesiones que le impidieron participar en muchos encuentros y sus cifras goleadoras bajaron considerablemente. La temporada en la que más goles anota fue la de 1952, con 15. Finalizó su carrera en equipos de segunda división como el Budapest Spartacus, el Egyetértés y el Siófok Bányász retirándose en 1960 con 38 años. Sus estadísticas totales fueron 305 goles en 238 partidos de liga, consiguiendo el trofeo al máximo goleador en las temporadas 1945/1946, 1946/1947 y 1948/1949. Logró ser campeón de liga con el Ferencvaros en 1949 al aventajar al MTK en nueve puntos.
Con la selección de Hungría fue internacional en 20 partidos, en los que anotó 29 goles. Debutó en 1946 ante Austria en un amistoso que finalizó por 2-0 y su mayor éxito fue la Copa de los Balcanes de 1947, donde logró 5 tantos vitales para conseguir que Hungría se llevara la victoria. Su último encuentro tuvo lugar en 1949 en Budapest frente a Suecia. No disputó ningún Mundial ni coincidió (excepto con Ferenc Puskás en algunos partidos) con la gran generación de jugadores húngaros que llegaron años después y que fueron conocidos como el Equipo de oro.

## Estadísticas

### Clubes
Datos actualizados a fin de carrera deportiva.
En la temporada 1944-45 el campeonato húngaro de Primera División no finalizó debido a la Segunda Guerra Mundial —suspendida apenas empezó—, por lo que fue declarada no oficial a todo efecto, y en su lugar se disputó en primavera un torneo que sí fue contabilizado en el palmarés histórico con los equipos de Budapest. Desafortunadamente para su club ya que logró el ascenso la temporada anterior a la máxima categoría su club no disputó ese campeonato y sí el local de segunda categoría. Una vez retirado, en la temporada 1959-60 disputó dos partidos en los que anotó dos goles con el BFC Siófok en categoría regional.
| Club | Temporada     | Div.          | Liga (1) | Liga (1) | Copas (2) | Copas (2) | Internacional (3) | Internacional (3) | Total (4) | Total (4) | Media goleadora |
| Club | Temporada     | Div.          | Part.    | Goles    | Part.     | Goles     | Part.             | Goles             | Part.     | Goles     | Media goleadora |
| --- | ------------- | ------------- | -------- | -------- | --------- | --------- | ----------------- | ----------------- | --------- | --------- | --------------- |
| Szentlőrinci A. C. | 1940-41       | 3.ª           | 11       | 19       | —         | —         | Inexistentes      | Inexistentes      | 11        | 19        | 1.73            |
| Szentlőrinci A. C. | 1941-42       | 3.ª           | 27       | 45       | —         | —         | Inexistentes      | Inexistentes      | 27        | 45        | 1.67            |
| Szentlőrinci A. C. | 1942-43       | 2.ª           | 19       | 36       | 3         | 9         | Inexistentes      | Inexistentes      | 22        | 45        | 2.05            |
| Szentlőrinci A. C. | 1943-44       | 2.ª           | 20       | 36       | 4         | 9         | Inexistentes      | Inexistentes      | 24        | 45        | 1.88            |
| Szentlőrinci A. C. | 1944-45       | 1.ª           | 3        | 9        | 10        | 5         | Inexistentes      | Inexistentes      | 13        | 14        | 1.08            |
| Szentlőrinci A. C. Barátság | 1945 (P)      | 2.ª           | 8        | 31       | —         | —         | Inexistentes      | Inexistentes      | 8         | 31        | 3.88            |
| Szentlőrinci A. C. Barátság | 1945-46       | 1.ª           | 34       | 66       | —         | —         | Inexistentes      | Inexistentes      | 34        | 66        | 1.94            |
| Szentlőrinci A. C. Barátság | 1946-47       | 1.ª           | 30       | 48       | —         | —         | Inexistentes      | Inexistentes      | 30        | 48        | 1.60            |
| Total club | Total club    | Total club    | 152      | 290      | 17        | 23        | 0                 | 0                 | 169       | 313       | 1.85            |
| Ferencváros T. C. | 1947-48       | 1.ª           | 30       | 41       | —         | —         | Inexistentes      | Inexistentes      | 30        | 41        | 1.37            |
| Ferencváros T. C. | 1948-49       | 1.ª           | 30       | 59       | —         | —         | Inexistentes      | Inexistentes      | 30        | 59        | 1.97            |
| Ferencváros T. C. | 1949-50       | 1.ª           | 23       | 21       | —         | —         | Inexistentes      | Inexistentes      | 23        | 21        | 0.91            |
| Total club | Total club    | Total club    | 83       | 121      | 0         | 0         | 0                 | 0                 | 83        | 121       | 1.46            |
| Dózsa S. E. | 1950          | 1.ª           | 14       | 12       | —         | —         | Inexistentes      | Inexistentes      | 14        | 12        | 0.86            |
| Budapesti Dózsa S. E. | 1951          | 1.ª           | 14       | 5        | —         | —         | —                 | —                 | 14        | 5         | 0.36            |
| Budapesti Dózsa S. E. | 1952          | 1.ª           | 22       | 15       | —         | —         | —                 | —                 | 22        | 15        | 0.68            |
| Budapesti Dózsa S. E. | 1953          | 1.ª           | 20       | 12       | 3         | 4         | —                 | —                 | 23        | 16        | 0.70            |
| Budapesti Dózsa S. E. | 1954          | 1.ª           | 14       | 9        | —         | —         | —                 | —                 | 14        | 9         | 0.64            |
| Total club | Total club    | Total club    | 84       | 53       | 3         | 4         | 0                 | 0                 | 87        | 57        | 0.66            |
| Budapesti Spartacus S. C. | 1955          | 2.ª           | 23       | 22       | —         | —         | Inaccesibles      | Inaccesibles      | 23        | 22        | 0.96            |
| Budapesti Spartacus S. C. | 1956          | 2.ª           | 25       | 30       | —         | —         | Inaccesibles      | Inaccesibles      | 25        | 30        | 1.20            |
| Total club | Total club    | Total club    | 48       | 52       | 0         | 0         | 0                 | 0                 | 48        | 52        | 1.08            |
| Egyetértés S. C. | 1957-58       | 2.ª           | 10       | 6        | —         | —         | Inaccesibles      | Inaccesibles      | 10        | 6         | 0.60            |
| Siófok Bányász S. K. | 1959-60       | 2.ª           | -        | —        | 2         | 2         | Inaccesibles      | Inaccesibles      | 2         | 2         | 1               |
| Total carrera | Total carrera | Total carrera | 377      | 522      | 22        | 29        | 0                 | 0                 | 399       | 551       | 1.38            |
| (1) Resaltados los goles que le proclamaron máximo goleador del campeonato. (2) Incluye datos de la Magyar Kupa (1942-53), del campeonato abandonado no oficializado (1944-45) y del Condado de Somogy (1959-60). (3) Incluye datos de la Copa Mitropa (1951, 1955-60). (4) No incluye goles en partidos amistosos. |               |               |          |          |           |           |                   |                   |           |           |                 |